# Acetoacetamid
Acetoacetamid ist eine chemische Verbindung aus der Gruppe der substituierten Carbonsäureamide.

## Eigenschaften
Acetoacetamid ist ein brennbarer, schwer entzündbarer, kristalliner, hellgelber Feststoff, der löslich in Wasser ist. Es ist ein Abbauprodukt des Süßstoffes Acesulfam K.

## Verwendung
Acetoacetamid wird als Zwischenprodukt zur Herstellung anderer Verbindungen verwendet.